# عزیزآباد (دینور)
عزیزآباد روستایی در دهستان دینور بخش دینور شهرستان صحنه استان کرمانشاه ایران است.

## جمعیت
بر پایه سرشماری عمومی نفوس و مسکن در سال ۱۳۹۵ جمعیت این مکان ۱۷۲ نفر (۵۱خانوار) بوده‌است.